# Lumbrineris labrofimbriata
Lumbrineris labrofimbriata är en ringmaskart som beskrevs av Saint-Joseph 1888. Lumbrineris labrofimbriata ingår i släktet Lumbrineris och familjen Lumbrineridae. Arten har ej påträffats i Sverige. Inga underarter finns listade i Catalogue of Life.